# Andreas Leuterding
Andreas Leuterding (geboren 20. März 1685 in Bautzen; gestorben 11. November 1741 in Steinbach) war ein deutscher königlich-polnischer und kurfürstlich-sächsischer Beamter. Er war Oberamtsadvokat in der Hauptstadt der Oberlausitz, Bautzen, und zuletzt Amtmann in Wolkenstein im Erzgebirge.

## Leben
Er war der Sohn des Bürgers, Musikers und Stadtpfeifers Andreas Leuterding und dessen Ehefrau Maria Elisabeth geborene Schleicher aus Bautzen. Bereits sein aus dem Braunschweigischen stammender Großvater, Nicolaus Leuterding (* 1600), war Stadtmusikus in Bautzen.
Nach der Schulbildung schlug er eine Verwaltungslaufbahn im Dienst des sächsischen Kurfürsten August des Starken ein. Zunächst wirkte er als Advokat, später als Oberamtsadvokat in seiner Heimatstadt Bautzen. Als die Funktion des Amtmannes im erzgebirgischen Wolkenstein vakat wurde, erhielt er diese Stelle übertragen und zog von der Oberlausitz in das sächsische Erzgebirge.
1725 kaufte Andreas Leuterding vom Oberhüttenverwalter Ernst Heige dessen Anteile an den Getreidepächten, Zinsen und anderen Einnahmen aus dem Dorf Leetza im kursächsischen Amt Schweinitz.
Häuslich ließ er sich nicht in Wolkenstein, sondern im erzgebirgischen Hüttenort Steinbach bei Jöhstadt im Amt Wolkenstein nieder. Dort heiratete er die Tochter des Hammerwerksbesitzer, Susanna Dorothea Leuterding, geborene Zobelin, die am 6. Januar 1689 in Annaberg geboren war.
Im erzgebirgischen Steinbach starb Andreas Leuterding kinderlos und wurde auf dem dortigen Friedhof beigesetzt. Sein umfangreiches Erbe fiel an seine beiden Schwestern Maria Elisabeth Keilpflug geb. Leuterding in Annaberg und Anna Rosina Hempel geborene Leuterding in Neustadt bei Stolpen im Amt Hohnstein. Erstere war die Ehefrau von Augustin Keilpflug, der 1741 Obereinnehmer bei der Generalakziseeinnahme in Annaberg war und Letztere hatte den Stadtmusikus Christoph Hempel in Neustadt geheiratet und war 1758 kinderlos verstorben.